# Mezzano
Mezzano é uma comuna italiana da região do Trentino-Alto Ádige, província de Trento, com cerca de 1.667 habitantes. Estende-se por uma área de 48 km², tendo uma densidade populacional de 35 hab/km². Faz divisa com Siror, Canal San Bovo, Cesiomaggiore (BL), Imer, Feltre (BL), Sovramonte (BL) e Transacqua.
Faz parte da rede das Aldeias mais bonitas de Itália, não sendo das localidades mais conhecidas das Dolomitas.
Possui inscrições religiosas nas casas, jardins e a sensação do tempo parado aos pés de Le Pale di San Martino, um dos maciços mais famosos desta cadeia montanhosa nos Alpes orientais.

## Cidades irmãs
- Piraquara, Paraná, Brasil [5]